# Kientzville
Kientzville est un village faisant partie de la commune de Scherwiller.
Le village est construit en 1947 par un industriel du textile, Robert Kientz, pour y loger ses ouvriers. Il fait appel à l'architecte Charles-Gustave Stoskopf, qui supervise le transfert de chalets en bois depuis Baden-Baden, au titre de dommage de guerre. Le village est souvent qualifié de "plus jeune village de France".
Au départ, il y avait 107 habitants, dont 51 enfants, répartis sur 45 chalets dont il reste encore quelques exemplaires. En 2023, il y a près de 700 habitants.